# Jesse Klaver

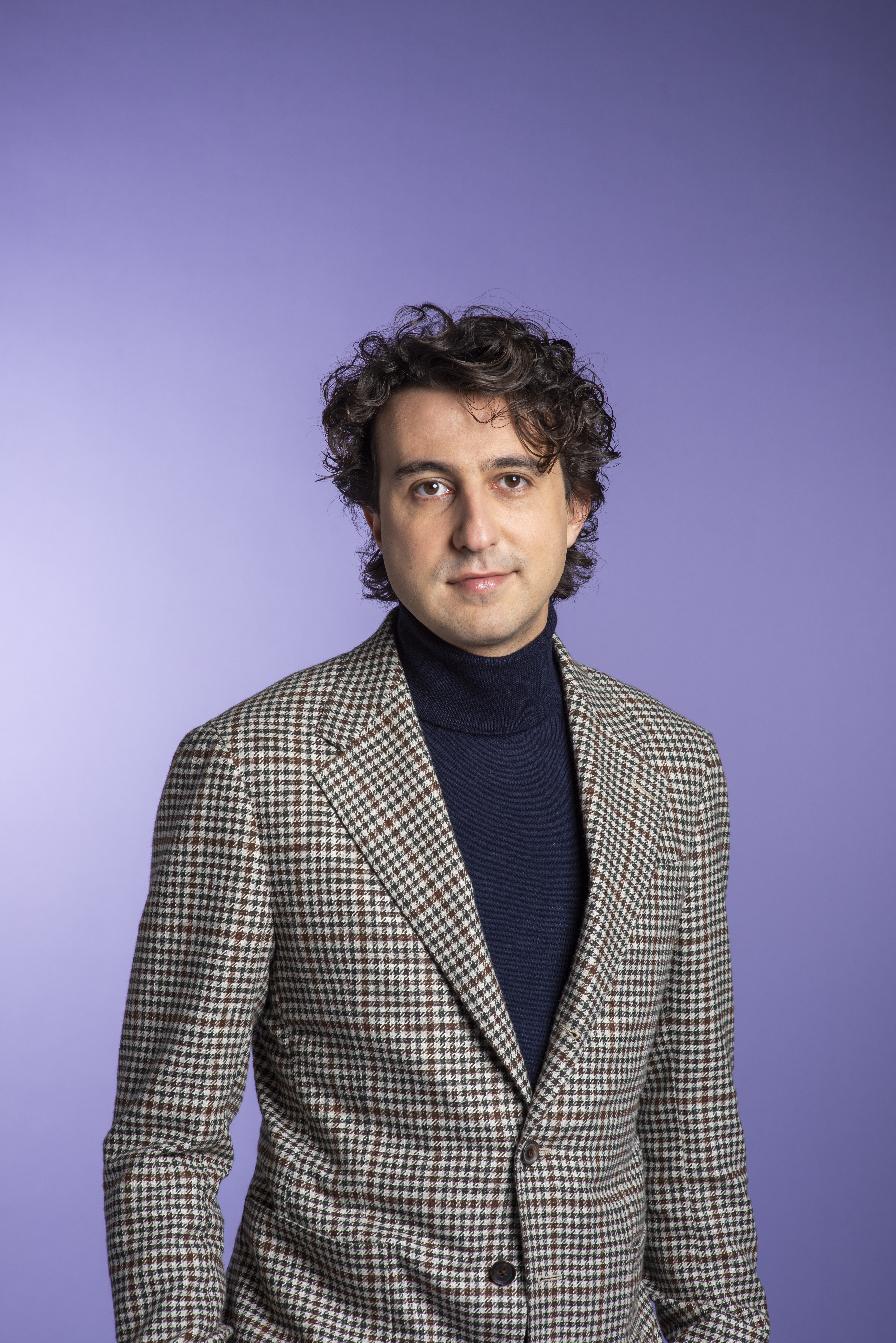
Jesse Klaver (2020)

Jesse Feras Klaver (* 1. Mai 1986 in Roosendaal, Niederlande) ist ein niederländischer Politiker der Partei GroenLinks. Er ist seit 2010 Mitglied der Zweiten Kammer der Generalstaaten und seit 12. Mai 2015 Vorsitzender von GroenLinks. Davor war er Vorsitzender der Jugendorganisation des Gewerkschaftsbunds Christelijk Nationaal Vakverbond.

## Leben
Jesse Feras Klaver wurde am 1. Mai 1986 in Roosendaal geboren, sein Vater hatte einen marokkanischen, seine Mutter einen niederländischen und indonesischen Hintergrund. Seine Großeltern spielten eine große Rolle bei seiner Erziehung. Zwischen 1999 und 2004 erreichte er den Vmbo an der Waldorfschule „Michael College“ in Prinsenbeek.
Zwischen 2006 und 2009 war er im Vorstand von DWARS, der Jugendorganisation von GroenLinks, zunächst war er Vizevorsitzender, dann Sekretär und zuletzt Vorsitzender. Als Vorsitzender unterstützte er den „freiheitsliebenden Kurs der Vorsitzenden Femke Halsema“ gegen die mehr kommunitarischen Teile der Partei. Neben dieser Tätigkeit studierte er Soziale Arbeit an der Avans School of international Studies und nahm an einem Übergangsprogramm teil, um den Master in Politikwissenschaft an der Universiteit van Amsterdam machen zu können. Er beendigte dieses Programm vorzeitig.
Am 17. September 2009 wurde er zum Vorsitzenden der Jugendorganisation des christlichen Gewerkschaftsbunds Christelijk Nationaal Vakverbond (CNV Jongeren) gewählt. Als Vorsitzender versuchte er weniger Gewicht auf den christlichen Charakter des CNV zu legen. Er unterstützte die Erhöhung des Renteneintrittsalters auf 67. Am 1. Dezember 2009 wurde er Mitglied im Sociaal-Economische Raad, mit 23 Jahren war er das bis dahin jüngste Mitglied dieses Rates. Neben seinem Vorsitz der CNV-Jugendorganisation schrieb er 2010 mit am Wahlprogramm von GroenLinks; er war Mitglied des Christelijk Sociaal Jongerencongres und Gründer des Klima-NGO Youth Copenhagen Coalition.

## Politische Karriere
Bei den Parlamentswahlen 2010 erreichte Klaver als Siebter auf der Liste von GroenLinks einen Sitz in der Zweiten Kammer, da die Partei 10 Sitze erhielt, er wurde Sprecher für Sozialfragen, Arbeit, Bildung und Sport.
2010 wurde er von Politikjournalisten zum „politischen Talent des Jahres“ nominiert. Bei den Wahlen 2012 führte Klaver das Kampagnenteam von GroenLinks an und wurde Listenvierter. Dies reichte für eine weitere Parlamentsperiode, da GroenLinks genau vier Sitze erreichte.
2013 war er mit Lutz Jacobi (PvdA) und Stientje van Veldhoven (D66) Verfasser des Memorandums „Mooi Nederland“ („Schöne Niederlande“), das den Schutz von Natur, Landschaft, Flora und Fauna zum Ziel hatte. Klaver erreichte internationale Aufmerksamkeit mit seinem Widerstand gegen Steuervermeidung 2013.
Am 12. Mai 2015 verkündete der damalige Parteivorsitzende Bram van Ojik, Klaver werde ab sofort als Fraktionsvorsitzender agieren und später auch den Parteivorsitz übernehmen. Bis dahin war Klaver der Sprecher für Finanzen, Agrarwirtschaft, Natur, Tierwohl, Bildung, Kultur und Wissenschaft. Er ist Mitglied in den Parlamentsausschüssen für Auswärtige Angelegenheiten, Verteidigung, Europäische Angelegenheiten, Wirtschaft, Finanzen, Bildung, Kultur und Wissenschaft, Budget, Soziales und Arbeit sowie Gesundheit, Wohlfahrt und Sport. Er wird oft als „der holländische Trudeau“ bezeichnet und ist ein großer Fan des ehemaligen amerikanischen Präsidenten Barack Obama.
Bei der Parlamentswahl 2017 bekam er als Listenführer die meisten Stimmen seiner Partei, und GroenLinks erreichte mit 14 Sitzen (9,1 % der Stimmen) das bislang beste Ergebnis. In Amsterdam, der größten Stadt der Niederlande, wurde GroenLinks sogar die stärkste Partei. Auf dem Bundesparteitag 2017 von Bündnis 90/Die Grünen war Klaver Gast und hielt eine Gastrede. Bei der Parlamentswahl im März 2021 halbierte sich die Sitzzahl der Grünen von 14 auf sieben. In der Süddeutschen Zeitung wurde hierzu vermutet: „Angesichts der globalen und nationalen Umweltprobleme [...] lässt sich das Absacken wohl nur mit der Person Klaver erklären. Ihm ist es nicht gelungen, seine Partei jenseits ihrer Kernkompetenz klar zu positionieren. Die Grünen haben ein klares Führungsproblem.“

## Persönliches
Klaver ist seit dem 3. Mai 2013 verheiratet und hat zwei Söhne.